# Fundeni (gmina w okręgu Gałacz)
Fundeni – gmina w Rumunii, w okręgu Gałacz. Obejmuje miejscowości Fundeni, Fundenii Noi, Hanu Conachi i Lungoci. W 2011 roku liczyła 3570 mieszkańców. 